# (34257) 2000 QU116
2000 QU116 (asteroide 34257) é um asteroide da cintura principal. Possui uma excentricidade de 0.04184940 e uma inclinação de 7.73188º.
Este asteroide foi descoberto no dia 28 de agosto de 2000 por LINEAR em Socorro.